# گره بخیه‌زنی
گره بخیه‌زنی یا گره جراح (به انگلیسی: Surgeon's knot) نوعی گره از انواع گره‌های پیوندی است؛ شکل ساده‌شدۀ گره بادبانی به حساب می‌یاد و در جراحی‌ها و بستن محکم زخم‌ها کاربردی فراوان دارد. 

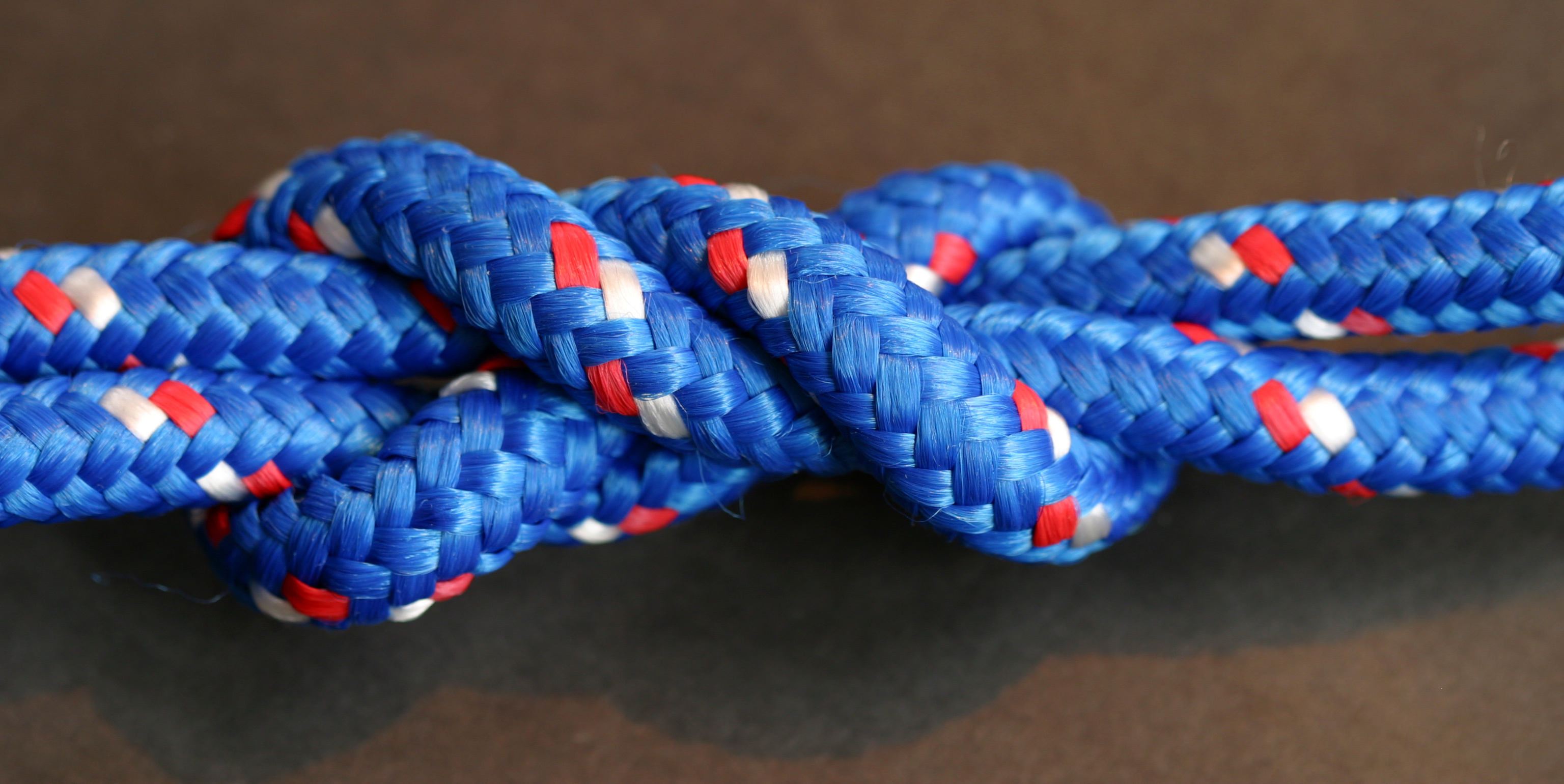
گره پس از بسته شدن